# Susan Schrepfer
Susan Schrepfer   (San Francisco, 3 d'octubre de 1941 - New Brunswick, 3 de març de 2014) fou una historiadora ambiental nord-americana.

## Biografia vida
Susan Schrepfer va néixer a San Francisco el 1941 i va créixer a Gilroy, Califòrnia. Després de graduar-se a l'institut, va treballar com a treballadora agrícola abans d'estudiar història a la Universitat de Califòrnia, Santa Bàrbara, rebent la seva titulació el 1963. Va obtenir un màster (1965) i un doctorat (1974) en història a la Universitat de Califòrnia, Riverside.
Com a investigadora de la Societat d'Història dels Boscos, Schrepfer va combinar la investigació d’arxiu i la història oral per reconstruir les diferents prioritats dels ecologistes, científics i executius de la indústria de la fusta a l’Amèrica dels segles XIX i XX. El 1974 es va incorporar a la Universitat Rutgers com a professora ajudant d'història. Va revisar la seva tesi doctoral, publicant-la amb el títol de The Fight to Save the Redwoods (1983) (La lluita per salvar les sequoies), guanyant el Biennial Book Award de la Societat d'Història dels Boscos. El 1988 va ajudar a fundar el Rutgers Institute for High School Teachers, una col·laboració entre els professors d'història de la universitat estatal i els professors de l'escola de Nova Jersey.
El 2005 va publicar Nature's Altars, elogiat per un crític com "la millor monografia de la història ambiental dels Estats Units que sembla utilitzar el gènere com la seva categoria central d'anàlisi". Diagnosticada amb càncer de pàncrees, només li van donar mesos de vida el 2008. Va morir el 3 de març de 2014.

## Obres
- (amb Edwin van Horn Larson i Elwood R. Maunder) A history of the Northeastern Forest Experiment Station, 1923 to 1973. Upper Darby, PA: Forest Service, 1973.
- The fight to save the redwoods: a history of environmental reform. Madison, Wis .: Universitat de Wisconsin Press, 1983.
- (ed., amb Philip Scranton) Industrializing organisms: introducing evolutionary history. Nova York: Routledge, 2003
- Nature's altars: mountains, gender, and American environmentalism. Lawrence, Canadà: University Press de Kansas, 2005